# Троица (Великолукский район)
Тро́ица — деревня в Великолукском районе Псковской области России. Входит в состав Пореченской волости.

## География
Расположена в 51 км к югу от райцентра Великие Луки и в 15 км к юго-востоку от волостного центра Поречье. На севере примыкает к озеру Глыбай.

## Население
| 2001 | 2002 | 2010 |
| ---- | ---- | ---- |
| 181  | ↘146 | ↘114 |

Численность населения деревни по оценке на начало 2001 года составляла 181 житель.

## История
С января 1995 до декабря 2005 года деревня входила в состав ныне упразднённой Урицкой волости.
До 2009 года в деревне Троица действовала Троицкая основная общеобразовательная школа. В 2009 году был последний выпуск 9 класса из троих человек.